# Église Sainte-Marie-Madeleine de East Ham
Pour les articles homonymes, voir Église Sainte-Marie-Madeleine.
L'église Sainte-Marie-Madeleine d'East Ham (en anglais : St Mary Magdalene's Church) est une église paroissiale d'East Ham, dans l'est de Londres, dédiée à Sainte-Marie-Madeleine. Sa nef, son chœur et son abside datent de la première moitié du XIIe siècle et la tour probablement du début du XIIIe siècle mais partiellement reconstruite au XVIe siècle. On prétend qu'elle est la plus ancienne église paroissiale encore utilisée chaque semaine dans le Grand Londres et elle est classée Grade I.
Le Blitz de Londres a détruit le toit du chœur et les vitraux de l'église en 1941, ainsi que d'autres dommages, mais les réparations ont été immédiates et une restauration de la nef a été achevée à la fin de la guerre, suivie de restaurations plus complètes en 1950 et 1965-1966. Elle fait désormais partie de la paroisse d'East Ham aux côtés de St Edmund's, St Bartholomew's et St Alban's.
Le cimetière couvre une superficie d'environ 3 hectares, mais a récemment été fermé aux enterrements. Depuis 1977, la plupart du cimetière a été laissé en tant que réserve naturelle, gérée par le borough londonien de Newham.

## Galerie

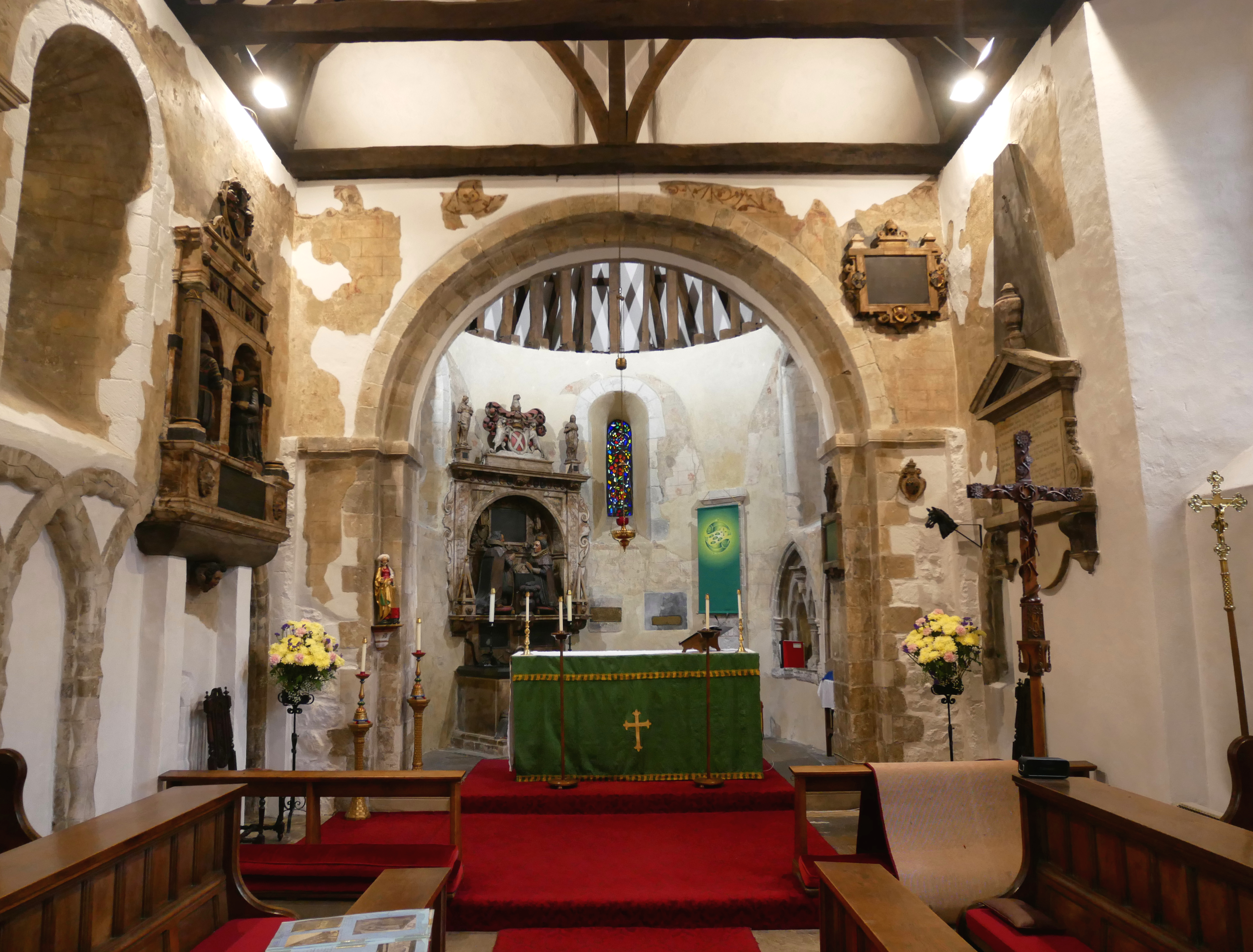
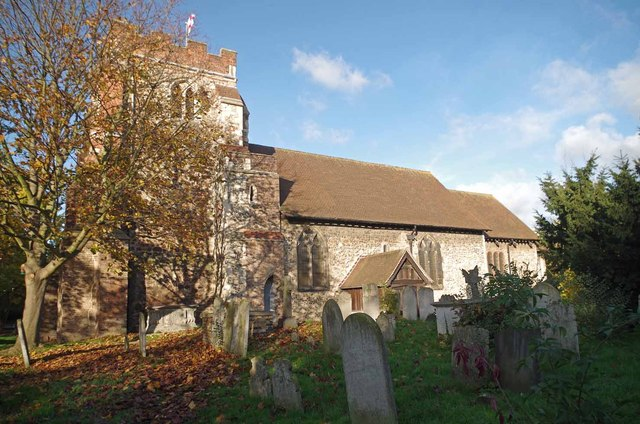
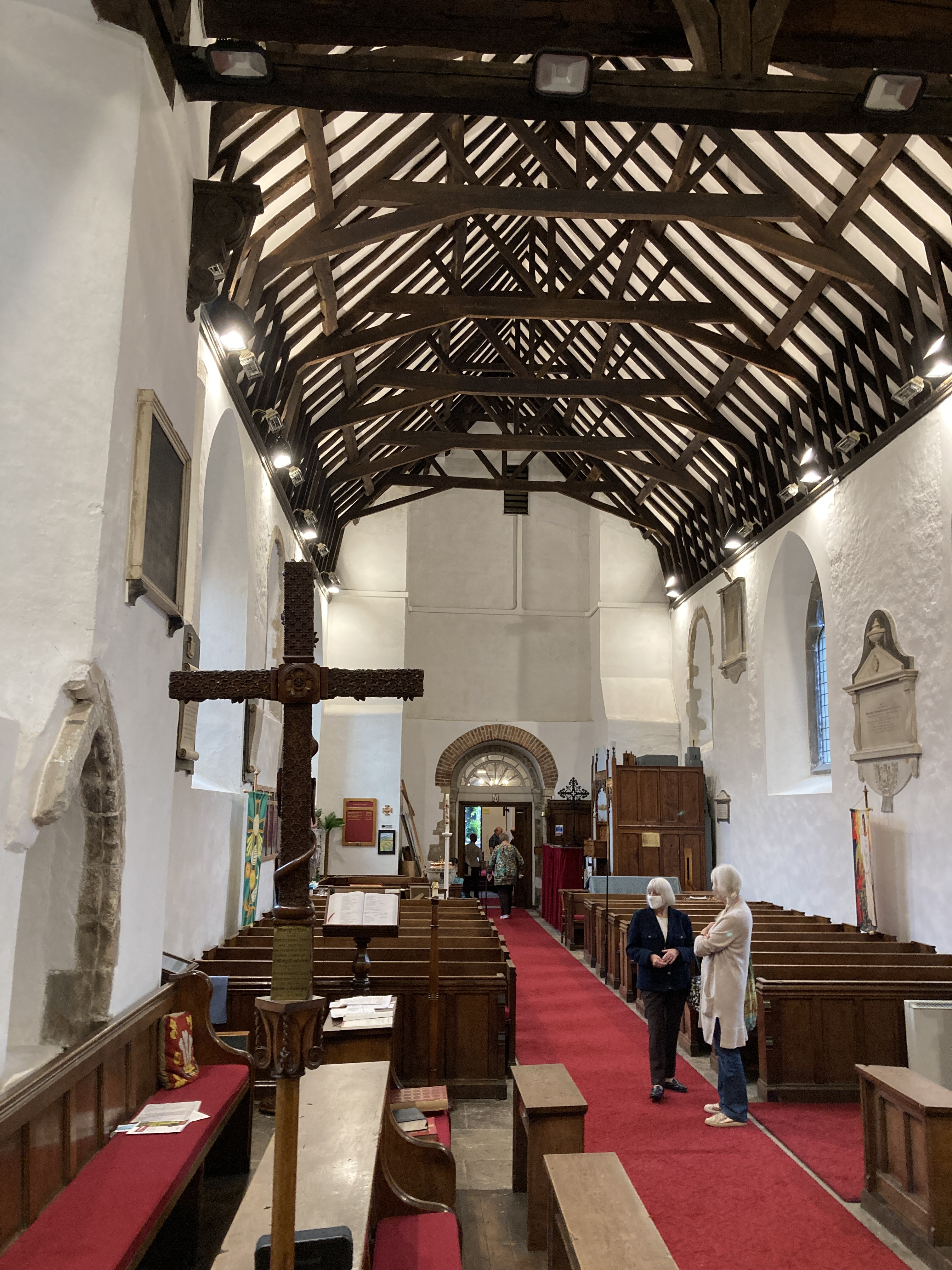
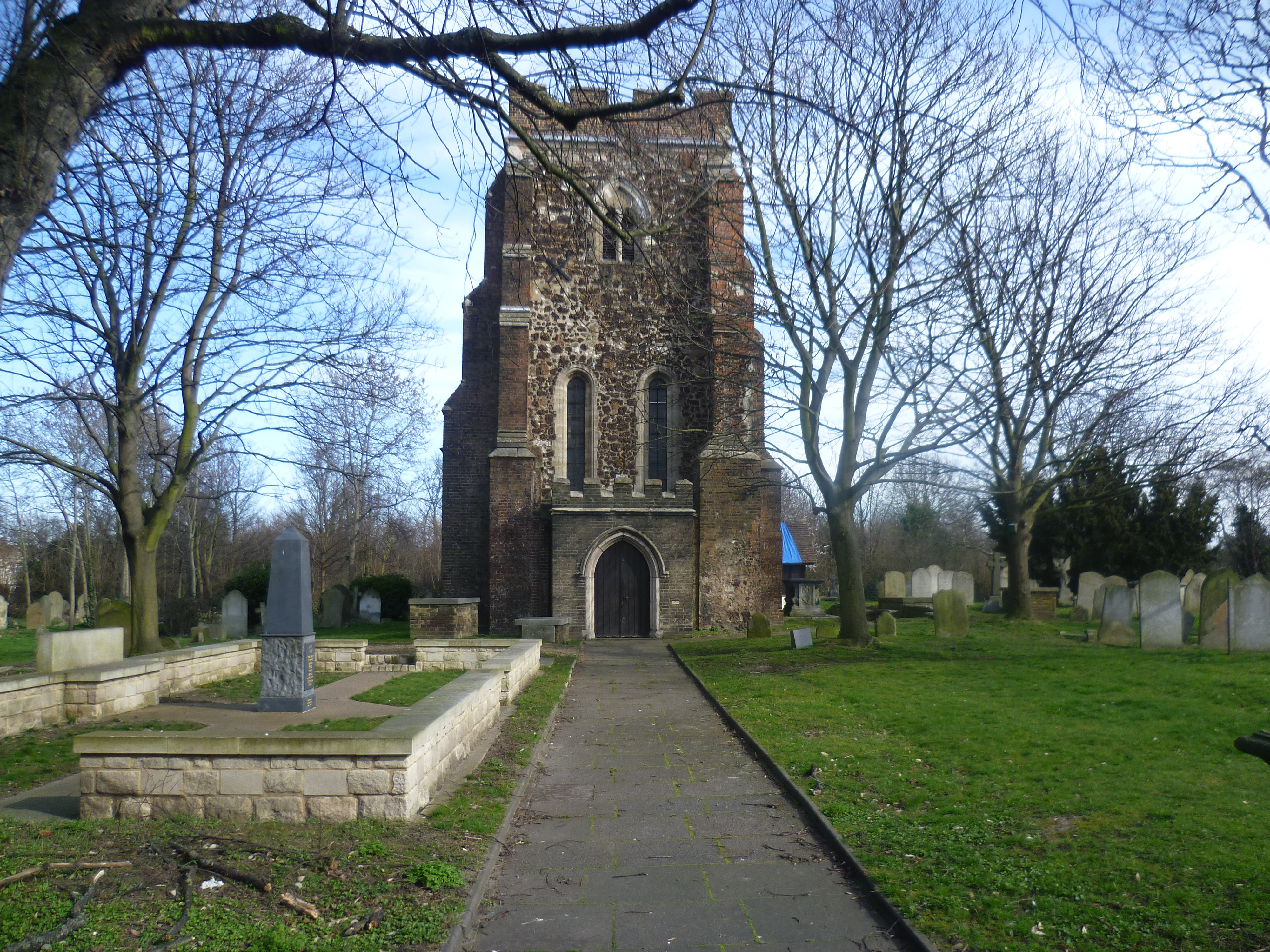
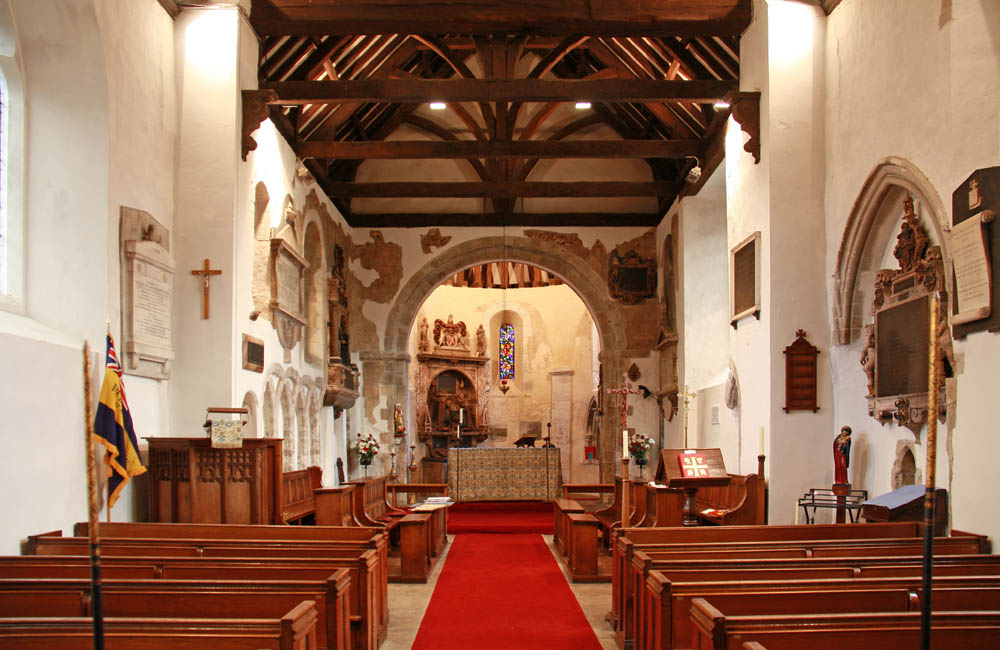
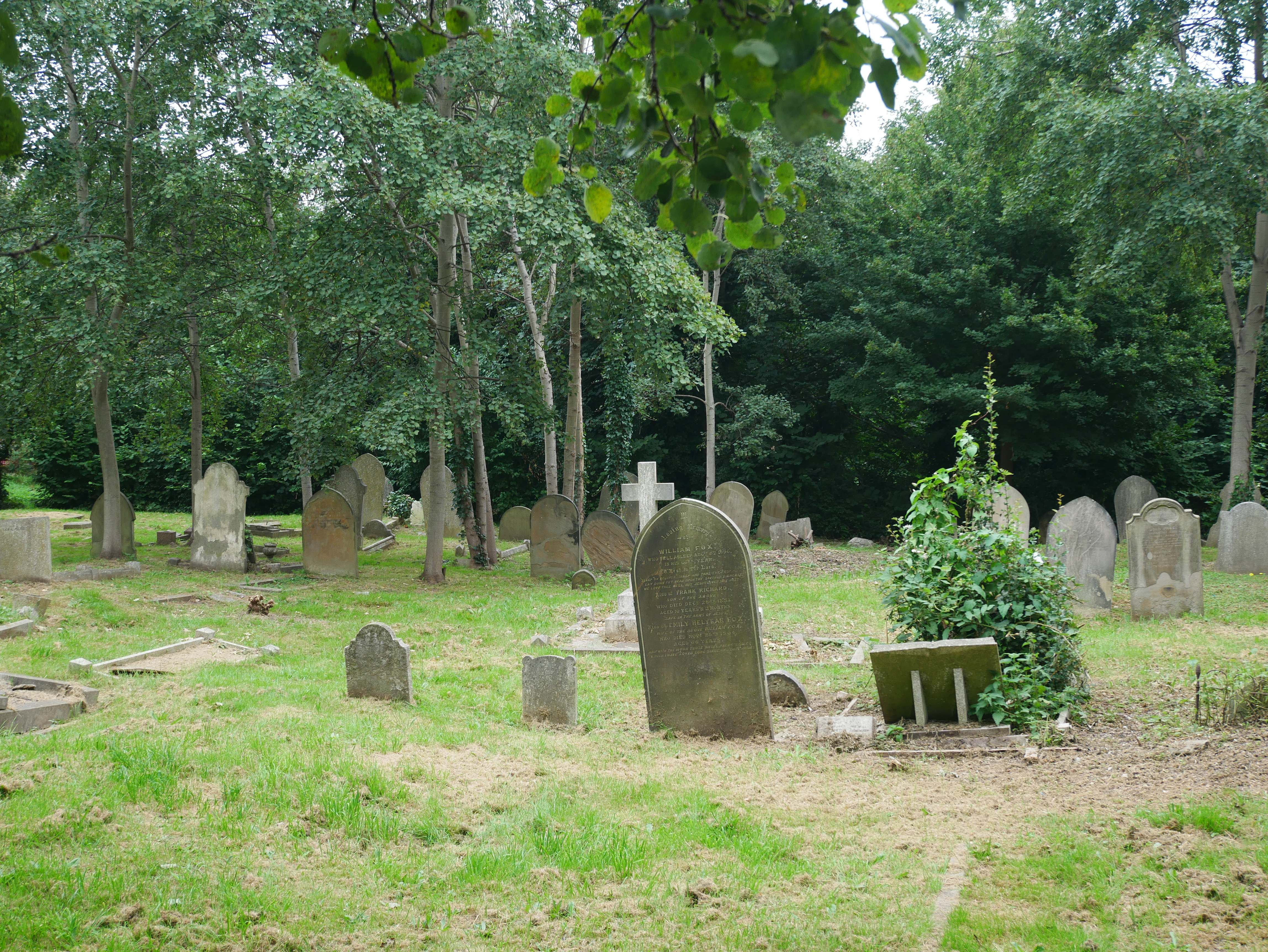

## Liens
- Site officiel
- Ressource relative à l'architecture :   - National Heritage List for England